# (13320) Jessicamiles
(13320) Jessicamiles (1998 RL79) – planetoida z pasa głównego asteroid okrążająca Słońce w ciągu 3,52 lat w średniej odległości 2,31 j.a. Odkryta 14 września 1998 roku.